# Alena Blažejovská
Alena Blažejovská (rozená Kopřivová, * 27. prosince 1963 Brno) je česká žurnalistka, básnířka, publicistka a rozhlasová dramaturgyně, vysokoškolská pedagožka. Dlouhodobě působí v Českém rozhlase, od roku 2000 vyučuje dramaturgii na Janáčkově akademii múzických umění, své básně publikovala v různých periodicích a sbornících.

## Život
Narodila se v Brně 27. prosince 1963 v hudebně založené rodině. Otec Karel Kopřiva hrál na kontrabas v orchestru Janáčkovy opery Národního divadla v Brně a externě vyučoval na brněnské konzervatoři, matka Alena Husková hrála na klavír a působila jako korepetitorka baletu Národního divadla v Brně. V 60. a 70. letech, kdy otec účinkoval jako sólový kontrabasista v Národním symfonickém orchestru v Havaně a vedl kontrabasovou třídu na škole Instituto Superior de Arte v Cubanacánu, žila rodina také na Kubě. Blažejovská tam s rodiči strávila roky 1965–1966 a 1972–1975. Poté v letech 1978–1982 absolvovala gymnázium a v letech 1982–1987 vystudovala češtinu a dějepis na Filozofické fakultě Masarykovy univerzity (tehdy Univerzity Jana Evangelisty Purkyně).
Od roku 1983 publikovala své básně, zprvu pod dívčím jménem. Poprvé vyšly v příloze Mladého světa Místenka pro Pegasa, později v almanachu Zvláštní znamení  (1985) či ve sborníku Co hledat (1987). Verše i literární recenze vydávala i v různých časopisech a denním tisku. V případě časopisu Tvar, do nějž kolem poloviny 90. let přispívala pravidelně, byla v letech 1993–1995 i členkou redakční rady.
Již během studií nastoupila v roce 1986 do Českého rozhlasu Brno na místo redaktorky literárně-dramatické redakce. Stala se členkou Tvůrčí skupiny Drama a literatura, kde dostala na starosti dramaturgii programové řady četby na pokračování Radiokniha pro Český rozhlas Plus. Dramaturgicky a autorskou tvorbou přišpěla také k literárním a kulturním pořadům na stanici Český rozhlas Vltava. Pro vysílání brněnského rozhlasu začala v roce 1996 připravovat literárně-publicistický magazín Zelný rynk, který byl za rok 2000 oceněn Cenou programového ředitele Českého rozhlasu a v roce 2018 převzala Blažejovská za pořad Cenu generálního ředitele Českého rozhlasu.
Za tvorbu rozhlasových dokumentů získala v roce 2008 druhou cenu v soutěži Report (za dokument Drnka) a v roce 2010 opět druhou cenu v téže soutěži (za portrét Věry Mikuláškové Všechno mám aneb krabice od banánů). V roce 2016 obdržela za reportáž o archeologickém výzkumu v Tasově, natočenou pro magazín Zelný rynk, třetí cenu v soutěži Prix Non pereant – Média na pomoc památkám a o rok později v téže soutěži získala první cenu za dokument Ten příběh mě oslovil – Czech National Trust. Její dokument Muž, který sází stromy získal cenu studentské poroty na festivalu Prix Bohemia Radio v roce 2019 a o rok později byl uveden na nesoutěžním festivalu International Feature Conference.
Na výzvu Antonína Přidala v roce 2000 začala vyučovat v Ateliéru rozhlasové a televizní dramaturgie a scenáristiky na Divadelní fakultě Janáčkovy akademie múzických umění, kde se posléze v roce 2008 habilitovala v oboru dramatických umění. Po jmenování prezidentem Milošem Zemanem převzala 20. června 2019 z rukou ministra školství, mládeže a tělovýchovy Roberta Plagy profesorský jmenovací dekret.
V roce 2010 vydala společně s Radimem Kopáčem knihu rozhovorů s básníky Popiš mi tu proměnu.
Na konci ledna 2018 jí byla udělena Cena města Brna pro předchozí rok 2017 za její publicistickou a žurnalistickou tvorbu.